# 1974년 전미 비평가 협회상
제9회 전미 비평가 협회상은 1974년 최고의 영화를 기리기 위해 1975년 1월에 열린 시상식이다.

## 수상 및 후보

### 작품상
- 결혼의 풍경 수상

### 감독상
- 대부 2 - 프란시스 포드 코폴라 수상

### 여우주연상
- 결혼의 풍경 - 리브 울만 수상

### 남우주연상
- 차이나타운 - 잭 니콜슨 수상
- 마지막 지령 - 잭 니콜슨 수상

### 여우조연상
- 결혼의 풍경 - 비비 앤더슨 수상

### 남우조연상
- 라콤 루시앙 - Holger Lowenadler 수상

### 각본상
- 결혼의 풍경 - 잉그마르 베르히만 수상

### 촬영상
- 대부 2 - 고든 윌리스 수상
- 암살단 - 고든 윌리스 수상

### 특별상
- 장 르누아르 수상